# The Shadow of Chikara
Pour plus de détails, voir Fiche technique et Distribution.
The Shadow of Chikara, également appelé Wishbone Cutter, est un film d'horreur américain réalisé et écrit par Earl E. Smith et sorti en 1977 avec Sondra Locke.

## Synopsis
1860. Des vétérans de la guerre civile partent à la recherche d'un trésor perdu : des diamants cachés dans une grotte. Cependant, les soldats sont poursuivis par un esprit mystérieux (ou un chasseur, probablement) qui semble être en connexion avec l’esprit d'un aigle mythique.

## Fiche technique
- Titre original : The Shadow of Chikara
- Titre alternatif : Wishbone Cutter
- Réalisation et scénario : Earl E. Smith
- Production : Steve Lyons et Earl E. Smith
- Société de production : AVCO Embassy Pictures
- Société de distribution : Paramount Pictures
- Composition : Jaime Mendoza-Nava
- Photographie : James W. Roberson
- Montage : Tom Boutross
- Direction artistique : Cheri Minns
- Pays : États-Unis
- Langue originale : Anglais
- Durée : 114 minutes
- Format : Couleur - 2.35 : 1 - mono
- Genre : Horreur, Western
- Date de sortie : 1977

## Distribution
- Joe Don Baker : Wishbone Cutter
- Sondra Locke : Drucilla Wilcox
- Ted Neeley : Amos Richmond
- Joy N. Houck Jr. : Half Moon O'Brian
- Dennis Fimple : Posey
- John Davis Chandler : Rafe
- Grady Wyatt : Danseur
- Linda Dano : Rosalie Cutter
- Slim Pickens : Virgil Cane
- Robert Ginnivan : Officier confédéré
- Bud Davis : Major Lee Blackburn
- Roger Manning : Officier Yankee
- Coy Kelly : Sentry
- Kerry Smith : Barmaid
- Don Kellams : Bartender
- Verl Doshier : Soldat
- Slade Smith : Soldat
- Carl Jones : Soldat
- James Tudor : Soldat